# Hiéroglyphe égyptien R6
L'encensoir large en hiéroglyphes égyptiens, est classifié dans la section R « Mobilier cultuel et emblèmes sacrés » de la liste de Gardiner ; il y est noté R6.

## Représentation
Il représente un encensoir large (voir R5). Il est translittéré kȝp ou kp.

## Utilisation
| R5 |

| R5 |

| k · A | p · R6 |

| k · A | p · R6 |

fumigation »,
d'où découle sa fonction en tant que phonogramme trilitère de valeur kȝp.
C'est un phonogramme bilitère de valeur kp.